# Cleruchus szelenyi
Cleruchus szelenyi är en stekelart som beskrevs av Novicky 1965. Cleruchus szelenyi ingår i släktet Cleruchus och familjen dvärgsteklar.
Artens utbredningsområde är Ungern. Inga underarter finns listade i Catalogue of Life.